# Frontière entre les Bahamas et Haïti

Carte de la Mer caraïbe

La frontière entre les Bahamas et Haïti est entièrement maritime et sépare les îles de Great Inagua et des îles de la tortue et d'Hispaniola.
Il n'y a actuellement au traité bilatéral signé entre les deux parties.
Le tripoint avec Cuba est toutefois localisé, à la suite des accords fixant  la frontière entre Cuba et Haïti (1971) et la Frontière entre les Bahamas et Cuba (2011) : il se situe autour du point de coordonnées 20° 22′ 24,76″ N, 73° 34′ 56,48″ O. À ces occasions, les contours des deux pays ont été définis.
De l'autre côté, la frontière rejoint le tripoint avec le Royaume-Uni avec les îles Turques-et-Caïques. Celui-ci se trouve à proximité du point 20° 43′ N, 72° 25′ O.
Cette frontière est régulièrement, traversée par des migrants fuyant la pauvreté d'Haïti